# Andreas Leonhardt
Andreas Leonhardt (19. duben 1800, Aš – 3. října 1866, Vídeň) byl rakouský hudebník, skladatel a kapelník. Pomáhal při reorganizaci vojenského hudebního systému v Rakouského císařství.

## Život

### Mládí
Leonhardt se narodil do rodiny obchodníka s textilem. Po hudební výchově v Chebu vstoupil roku 1818 do kapely pěchotního pluku „Kaiser Alexander“ ve Vídni. Ve svém volném čase studoval hudbu. S plukem byl v roce 1820 přeložen do Neapole. Tam také vyučoval u Niccolò Antonia Zingarelliho, ředitele konzervatoře a dirigenta v Neapolské katedrále.

### Kapelník a skladatel
Po přestěhování pluku do Prahy zůstal členem plukové hudby a studoval kompozici u Václava Tomáška. Úspěšně se ucházel o postavení kapelníka pluku 27. pěšího pluku, který byl v roce 1829 přesunut do Bologni. S 27. pěším plukem se v roce 1835 vrátil do Štýrského Hradce, kde opustil armádu a převzal pozici ředitele hudebního sdružení pro Štýrsko. Když mu byla v roce 1850 nabídnuta pozice rakouského armádního kapelníka, odešel do Vídně a přispěl k reorganizaci císařského vojenského hudebního systému a založení Mistrovského svazu vojenských orchestrů. Komponoval také díla pro symfonické orchestry a vojenskou hudbu.

## Zajímavosti
Jeho synem byl Gustav von Leonhardt (1838–1891), generální tajemník rakouské národní banky Oesterreichische Nationalbank.

## Pochody
- Alexander-Marsch, 1853, bearb. von Deisenroth u. a., Bote & Bock 1970.
- Kronprinz Rudolf–Marsch
- Prinz-Eugen-Marsch, bearb. S. Somma, Helbling 1975